# Le Roi lion (film, 2019)
Pour les articles homonymes, voir Le Roi lion (homonymie).
Série
Mufasa : Le Roi lion
(2024)
Pour plus de détails, voir Fiche technique et Distribution.
Le Roi lion (The Lion King) est un film américain réalisé par Jon Favreau, sorti en 2019. Il s'agit d'une nouvelle version du dessin animé Le Roi lion, sorti en 1994. Ce film utilise la technique de l'animation 3D, il fait partie de la franchise développée par Disney autour du Roi Lion, qui comprend entre autres des films d'animation et des séries d'animations. C'est le onzième des plus gros succès du box-office mondial et le plus gros succès de l'année au box office en France.
Une préquelle, Mufasa : Le Roi lion, sort en 2024.

## Synopsis
Le soleil se lève sur la savane africaine et tous les animaux prennent la direction du rocher des lions. Le Roi Mufasa et la Reine Sarabi viennent d'avoir un lionceau : Simba, présenté par Rafiki le mandrill (conseiller du Roi et sorcier ou chaman) à tous les animaux de la savane (chanson L'Histoire de la vie).
Peu après, Mufasa rend visite à son frère Scar dans la grotte du rocher des lions, dont il a remarqué l'absence à la cérémonie de présentation de Simba. Scar est jaloux de ne pas avoir été choisi comme héritier du trône, Mufasa étant l'aîné.
Les mois passent, et Simba se révèle comme un lionceau agité, joyeux, aventurier et courageux. Un matin, son père l'emmène visiter la Terre des lions et lui explique qu'un Roi doit protéger les terres tout en lui rappelant l'importance du « Cycle de la vie » qui lie chaque être vivant aux autres.
Leur aparté est interrompue par l'arrivée de Zazu (le majordome du Roi), un calao à bec rouge, qui informe le Roi qu'un groupe de hyènes tachetées (bannies du royaume) pénètre sur la terre des lions et que Sarabi mène la charge. Le Roi ordonne à Zazu de raccompagner Simba au rocher des lions.
Une fois arrivés au rocher, le jeune prince est interrompu par Scar (son oncle), qui a ourdi un plan diabolique pour s'emparer du trône. Tout en affectant de l'en dissuader, il incite Simba à se rendre sur les terres interdites où se trouve un cimetière d'éléphants et des mares de boue gluantes (en sachant pertinemment que son neveu aventurier et curieux osera s'y rendre), territoire des hyènes que son père lui a interdit.
Peu après, Simba invite Nala (sa meilleure amie) à le suivre en prétendant à Sarabi et à Sarafina (leurs mères respectives) qu'ils vont se rendre à un point d'eau. Elles acceptent avec pour condition qu'ils soient accompagnés par Zazu. Le jeune prince n'appréciant guère la présence de celui-ci, échafaude un plan pour le semer. (chanson Je voudrais déjà être roi).
Une fois échappés à la vigilance de Zazu, Simba et Nala arrivent aux cimetière d'éléphants où ils sont rapidement pris en chasse par la meute de Shenzi (meneuse du groupe de hyènes). Zazu et Mufasa arrivent à leur secours et mettent un terme à la poursuite. Le Roi ordonne à son majordome de ramener Nala sur le rocher des lions (cette dernière bien que craintive, a trouvé Simba très courageux). Le soir venu, une fois seuls, Mufasa exprime à Simba son mécontentement car ce-dernier lui a désobéi, et sa peur de le perdre. Mais, après s'être réconciliés, Mufasa explique à son fils que les Grands Rois du passé veillent en tant qu'esprits sur eux depuis les étoiles pour les guider dans leur vie et qu'ils sont là pour les soutenir si besoin.
La nuit suivante, Scar pactise avec les hyènes pour se débarrasser de Mufasa et de Simba et devenir Roi à la place de son frère, leur promettant en échange de les laisser envahir la terre des lions avec toute la nourriture qui sera ainsi à leur disposition (chanson Soyez prêtes).
Un jour, Simba retrouve Scar dans une gorge. Ce-dernier parle à son neveu de son rugissement pour qu'il puisse pardonner son père. Lorsque Simba saura rugir, il ne sera plus considéré comme un lionceau. C'est à ce moment que les hyènes sous les ordres de Scar, déclenchent une débandade d'un troupeau de gnous. Scar prévient son frère car il est certain que Mufasa viendra sauver son fils pour le mettre à l'abri. Muphasa est mis en difficulté par le troupeau de gnous déboulant à toute vitesse. Une fois Simba hors de danger, Mufasa remonte la falaise. Mais Scar le propulse alors dans le vide. Simba, qui a seulement assisté, terrifié, à la chute de son père, ne sait pas que Scar vient de tuer le Roi. Scar persuade son neveu qu'il est responsable de la mort de Mufasa en l'ayant attiré dans ce piège et demande à Simba de partir très loin et de ne jamais revenir. Il ordonne ensuite aux hyènes de tuer le lionceau et de s'assurer qu'il est bien mort. Mais Simba parvient à fuir et les hyènes le croient mort après qu'il a chuté d'une falaise dans les ronces.
Le soir même, Scar annonce à toute la tribu la mort de Mufasa et de Simba. Les lionnes et Nala sont en larmes et la peur s'empare du royaume avec l'invasion des hyènes. Scar prend possession du trône et devient le nouveau Roi.
Pendant ce temps, Simba est bel et bien vivant mais il s'évanouit car il est épuisé, perdu dans le désert.
Le lendemain, il est secouru par deux personnages excentriques. Il fait connaissance d'anciens exilés. Timon, le suricate et Pumbaa le Phacochère d'Afrique. Ces-derniers voient en Simba leur futur allié et lui enseignent un nouveau mode de vie « Hakuna matata » (signifiant en swahili « Sans aucun souci ») et Simba reprend goût à la vie en chanson (chanson Hakuna Matata).
Les années passent et Simba, devenu un lion adulte et fort, vit en compagnie de ses deux amis dans la jungle.
Au même moment, très loin de là, Nala (entre-temps, devenue une lionne adulte) a l'espoir de trouver de l'aide pour ramener la paix dans le royaume, en désolation et en proie à une grave famine. Mais les lionnes sont encerclées par les hyènes, rendant toute fuite impossible. Zazu annonce à Sarabi et à Nala que les hyènes chassent les derniers animaux et que la terre des lions court un grand danger, le cycle de la vie étant menacé.
La nuit suivante, Nala prépare sa fuite. Zazu intervient pour l'empêcher de fuir pour protéger la lionne à la demande de Sarafina. Mais les hyènes et Scar ont entendus des bruits. Nala tente de se faire discrète. Heureusement pour elle, Zazu détourne leur attention et Nala parvient ainsi à s'échapper pour aller chercher de l'aide.
Simba contemple le ciel nocturne avec Timon et Pumbaa, qui se moquent de lui au sujet des esprits des grands Rois du passé. Simba se retire en haut d'une falaise et une touffe de poils de sa crinière tombe et est porté par le vent, une rivière, un bousier, des fourmis et parvient jusqu'à l'arbre (un Baobab) de Rafiki qui, comprenant alors que Simba est vivant, part à sa recherche.
Un jour, Timon et Pumbaa chantent la chanson Le Lion s'endort ce soir. Mais une lionne affamée à la recherche de nourriture les prend en chasse. Simba intervient et se bat contre la lionne. Il découvre qu'il s'agit de Nala, son amie d'enfance. Les retrouvailles sont joyeuses puis Simba et Nala tombent vite amoureux (chanson L'amour brille sous les étoiles).
Après que Simba lui a fait visiter la jungle dans laquelle il vit, Nala lui apprend la situation catastrophique de la terre des lions où Scar, qui règne en dictateur, a pillé et détruit toute vie. Mais, s'estimant toujours coupable de la mort de Mufasa, Simba ne veut plus y retourner. Nala repart alors seule et triste, ne reconnaissant plus en lui le lionceau de son enfance.
La nuit suivante, Simba rencontre Rafiki qui lui annonce que Mufasa est « en vie ». Simba décide de le suivre et arrive au bord d'un lac, où Rafiki fait comprendre à Simba que Mufasa vit en lui. Son esprit apparaît en reflet sur l'eau puis se matérialise sous forme d'un orage. L'esprit de Mufasa enjoint à Simba de retrouver confiance en lui, de reprendre possession de son royaume et de ne jamais oublier qui il est. Simba comprend qu'il ne peut plus fuir son passé et quitte le matin même la Jungle, retraverse le désert, rattrape Nala, toujours déterminée à se battre. Et ils regagnent ensemble la terre des lions (chanson Pour toi [Spirit en VO]).
Ils sont rapidement suivis de Timon et Pumbaa et rejoints par Zazu. Simba invite Timon et Pumbaa à détourner l'attention des hyènes qui leur barrent l'accès au rocher des lions, et le plan fonctionne (chanson, intro de C'est la fête [Be Our Guest en VO]).
Au même moment, Scar et Sarabi s'affrontent car celle-ci lui reproche son manque de compassion et sa chasse excessive. Alors que Scar s'emporte contre la Reine, Simba apparaît.
Simba est d'abord mis en difficulté par Scar le force à avouer qu'il est le responsable de la mort de son père, mensonge auquel Simba lui-même croit.
À cet instant, la foudre incendie la végétation desséchée et Simba manque de tomber du rocher des lions, dans le brasier infernal juste en dessous de lui.
Au moment où Scar va assassiner son neveu et réitérer ainsi son crime contre Mufasa, il lui révèle ce qui s'est réellement passé  : c'est lui qui a tué Mufasa, dont il a vu la peur dans les yeux. Rendu enragé par cette révélation, Simba reprend alors le dessus sur Scar. Sarabi, qui a entendu l'aveu de Scar, réalise que celui-ci a menti à tout le monde pendant des années en leur faisant croire qu'il n'était pas arrivé à temps pour sauver son frère alors qu'en décrivant le dernier regard de Mufasa, il vient d'avouer son crime.
S'ensuit une bataille épique entre les hyènes et les lionnes aidées par Zazu, Timon, Pumbaa et Rafiki. Simba remarque que Scar prend la fuite, le pourchasse et se bat contre son oncle, qui demande pardon à son neveu et celui-ci lui laisse la vie sauve. Pour amadouer Simba, Scar accuse les hyènes d'avoir tout organisé en les traitant de charognardes répugnantes. Simba ordonne à Scar de partir très loin et de ne jamais revenir. Dans une ultime tentative pour tuer Simba, Scar reprend le combat mais finit par tomber du rocher des lions. Il survit. Mais, ayant entendu leur ancien mentor les accuser de la mort de Mufasa et les dénigrer, les hyènes le dévorent vivant.
Le tyran renversé, la paix revient dans le royaume. La pluie éteint l'incendie et met fin à la sécheresse. Simba est encouragé par Sarabi (sa mère), Zazu et Rafiki (son entourage) puis par Timon et Pumbaa (ses amis) et les autres. Proclamé Roi de la terre des lions, il pousse un rugissement puissant.
Un beau matin, les animaux reviennent, la végétation repousse. Simba et Nala célèbrent la naissance de leur premier petit, la princesse Kiara qui est présentée par Rafiki a tous les animaux. Le cycle de la vie peut continuer (chansons finales : L'Histoire de la vie, Never Too Late, He Lives in You, Mbube).

## Fiche technique
Sauf indication contraire, les informations mentionnées dans cette section peuvent être confirmées par la base de données cinématographiques IMDb,  présente dans la section « Liens externes ».
- Titre original : The Lion King
- Titre français : Le Roi lion
- Réalisation : Jon Favreau
- Scénario : Jeff Nathanson, d'après le scénario du Roi lion écrit par Irene Mecchi, Jonathan Roberts et Linda Woolverton
- Musique : Hans Zimmer
- Effets spéciaux : Robert Legato
- Direction artistique : Vlad Bina
- Décors : James Chinlund
- Photographie : Caleb Deschanel
- Montage : Mark Livolsi (en)
- Production : Angarag Davaasuren, Jon Favreau, Karen Gilchrist et Jeffrey Silver

Coproducteur : John Bartnicki
- Sociétés de production : Fairview Entertainment et Walt Disney Pictures
- Société de distribution : Walt Disney Studios Distribution
- Budget : 260 millions de dollars[1]
- Pays de production :  États-Unis
- Langue originale : anglais
- Format : couleur, Dolby Vision - son : Dolby Atmos
- Genre : aventures, fantastique
- Durée : 118 minutes
- Dates de sortie[2] :
  - États-Unis : 9 juillet 2019 (première à Hollywood)[3] ; 19 juillet 2019 (sortie nationale)
  - Belgique, France : 17 juillet 2019
  - Canada : 18 juillet 2019

## Distribution

### Voix originales
Sauf indication contraire, les informations mentionnées dans cette section peuvent être confirmées par la base de données cinématographiques IMDb,  présente dans la section « Liens externes ».
- Donald Glover : Simba
  - JD McCrary (en) : Simba jeune
- Beyoncé Knowles Carter : Nala
  - Shahadi Wright Joseph (en) : Nala jeune
- James Earl Jones : Mufasa
- Chiwetel Ejiofor : Scar
- Billy Eichner : Timon
- Seth Rogen : Pumbaa
- John Oliver : Zazu
- Alfre Woodard : Sarabi
- John Kani : Rafiki
- Eric André : Azizi
- Florence Kasumba : Shenzi
- Keegan-Michael Key : Kamari
- Penny Johnson Jerald : Sarafina

### Voix françaises
- Rayane Bensetti : Simba
- Michaël Lelong : Simba (chant)
  - Lorik Saxena : Simba jeune
  - Ismaël El Marjou : Simba jeune (chant)
- Anne Sila : Nala
  - Lévanah Solomon : Nala jeune (paroles et chant)
- Jean Reno : Mufasa
- Michel Lerousseau : Scar
- Jamel Debbouze : Timon
- Alban Ivanov : Pumbaa
- Sébastien Desjours : Zazu
- Juliette Degenne : Sarabi
- Daniel Kamwa : Rafiki
- Jean-Baptiste Anoumon : Azizi
- Sabrina Ouazani : Shenzi
- Diouc Koma : Kamari
- Claire Guyot : Sarafina
- Gauthier Battoue : l'impala
- Caroline Maillard, Damon Berry, Hervé Rey, Fanny Bloc, Pierre Margot, Benjamin Penamaria, Fanny Fourquez, Florine Maréchal : voix additionnelles
- China Moses : soliste L'Histoire de la vie

Version française réalisée par Dubbing Brothers ; supervision artistique : Boualem Lamhene et Virginie Courgenay ; direction artistique : Claire Guyot ; direction musicale : Claude Lombard ; adaptation des chansons : Claude Rigal-Ansous et Luc Aulivier (version de 1994) et Houria Belhadji (nouvelles chansons).
Source : linternaute.com

### Voix québécoises
- Aliocha Schneider : Simba
- Michaël Lelong : Simba (chant)
  - Lorik Saxena : Simba jeune
  - Ismaël El Marjou : Simba jeune (chant)
- Élisabeth Gauthier Pelletier : Nala
- Audrey-Louise Beauséjour : Nala (chant)
  - Charlotte St-Martin : Nala jeune[5]
  - Lévanah Solomon : Nala jeune (chant)
- Jean Reno : Mufasa
- Frédéric Desager : Scar
- Tristan Harvey : Pumbaa
- Nicholas Savard L'Herbier : Timon
- Benoît Brière : Zazu
- Camille Cyr-Desmarais : Shenzi
- Fayolle Jean Jr : Kamari
- Pierre-Étienne Rouillard : Azizi
- Damon Berry : Rafiki
- Pascale Montreuil : Sarabi
- China Moses : soliste L'Histoire de la vie

Version québécoise réalisée par Difuze (Québec) et Dubbing Brothers (France) ; direction artistique : Natalie Hamel-Roy ; direction musicale : Mark Giannetti et Josée Destrempes (Québec), Claude Lombard (France).
Source : carton du doublage québécois du DVD et Doublage.qc.ca« Le Roi lion », sur doublage.qc.ca.

## Chansons du film
Hans Zimmer, déjà à l’œuvre pour le film initial, revient pour la musique originale. De la bande-son d'origine, il est annoncé que seuls quatre titres seront repris : L'Histoire de la vie et L'Amour brille sous les étoiles d'Elton John, Hakuna Matata et Je voudrais déjà être roi. Finalement, d'autres titres sont repris, avec Soyez prêtes ou une variation de Le lion est mort ce soir. De nouvelles chansons sont enregistrées, notamment Spirit de Beyoncé. Cette dernière produit par ailleurs l'album inspiré par le film The Lion King: The Gift, qui sort une semaine après la bande originale. En clin d'œil à La Belle et la Bête, l'introduction de la chanson C'est la fête est reprise pour le passage où Timon et Pumbaa doivent faire diversion pour appâter les hyènes.
- L'Histoire de la vie (The Circle of Life) - Soliste et chœurs
- Je voudrais déjà être roi (I Just Can't Wait To Be King) - Simba enfant, Nala enfant, Zazu et chœurs
- Soyez prêtes (Be Prepared) - Scar et chœurs
- Hakuna Matata - Timon, Pumbaa et Simba (adulte et enfant)
- Le lion s'endort ce soir (The Lion Sleeps Tonight) - Timon et Pumbaa
- L'Amour brille sous les étoiles (Can You Feel the Love Tonight?) - Simba, Nala, Timon et Pumbaa
- Pour toi (Spirit) - Nala et chœurs
- L'Histoire de la vie (The Circle of Life) (finale) - Chœurs
- Never Too Late (générique de fin)
- He Lives in You (générique de fin)
- Mbube (générique de fin)

## Production

### Genèse et développement
En septembre 2016, Walt Disney Pictures confirme que Jon Favreau mettra en scène un remake du film d'animation Le Roi lion (1994). Ce projet s'inscrit dans la lignée de plusieurs adaptations en prise de vues réelle de « classiques » d'animation Disney, comme Les 101 dalmatiens (1996) Alice au pays des merveilles (2010), Maléfique (2014), Cendrillon (2015), La Belle et la Bête (2017), Dumbo, Aladdin, La Belle et le Clochard (tous les trois de 2019), Mulan (2020) ou encore Le Livre de la jungle (2016) déjà réalisé par Jon Favreau, connu pour avoir été le réalisateur de Iron Man (2008), et Iron Man 2 (2010) dans l'univers des Studios Marvel . En octobre 2016, il est révélé que Jeff Nathanson a été engagé pour écrire le scénario (connu pour avoir réalisé Speed 2 : Cap sur le danger en 1997, Arrête-moi si tu peux en 2002, Le Terminal en 2004, Rush Hour 3 en 2007, Indiana Jones et le Royaume du crâne de cristal en 2008 ou encore Men In Black 3 en 2012). En novembre 2016, Jon Favreau explique en interview que la technologie de réalité virtuelle utilisée pour son Livre de la jungle sera poussée encore plus loin pour Le Roi lion. Il rapporte par ailleurs la difficulté de faire ce film :

« Avec Le Roi lion, les gens connaissent vraiment l'original, ils ont grandi avec et il a un impact émotionnel sur eux. Je me suis interrogé sur mes souvenirs du Roi lion. C'est ce que j'avais fait avec Le Livre de la Jungle. Quels sont mes souvenirs ? Je me souviens de Mowgli et du serpent. Je me souviens des yeux du serpent. Je me souviens de Baloo qui descend la rivière avec Mowgli posé sur lui comme sur un radeau. J'ai fait une longue liste, et nous avions besoin de ces images... et vous avez plus de latitude pour changer ces choses. Le Livre de la Jungle a cinquante ans, Le Roi lion vingt, et les gens ont grandi avec à l'époque de la vidéo qu'ils regardaient encore et encore. Alors je dois vraiment examiner tous les points de l'intrigue. Les mythes y sont très forts, alors parfois vous touchez à quelque chose de plus profond que le film. Ce que j'essaie de faire est d'honorer ce qui était là. »

### Attribution des rôles
En février 2017, Donald Glover est choisi pour incarner Simba, alors que James Earl Jones (à l'instar de Jean Reno pour la version française) prête à nouveau sa voix à Mufasa après le film de 1994. En mars 2017, il est annoncé que Beyoncé est le premier choix de Jon Favreau pour interpréter Nala et que le studio est prêt à s'adapter à l'emploi du temps de la chanteuse.
En avril 2017, Billy Eichner et Seth Rogen sont officialisés dans les rôles respectifs de Timon et Pumbaa. En juillet 2017, John Oliver obtient le rôle de l'oiseau Zazu.
En août 2017, Alfre Woodard et John Kani sont respectivement annoncés dans les rôles de Sarabi et Rafiki,. Chiwetel Ejiofor est ensuite annoncé dans la peau de Scar. Le même mois, Beyoncé est annoncée toute proche du rôle de Nala ainsi que sa participation à la bande originale du film. Beyoncé est confirmée le 1er novembre 2017,,,.
Le 1er juillet 2019, Allociné dévoile le casting officiel des acteurs qui doubleront en voix françaises tous les personnages.Les comédiens français qui ont travaillé sur les premiers films de la saga ne reprennent pas leurs rôles, ce qui donne plusieurs mauvaises critiques de la part des fans et en particulier sur les réseaux sociaux. Seul Jean Reno reprend son rôle de Mufasa.

### Tournage
Le tournage débute à l'été 2017, en studio, à Los Angeles,.

## Accueil

### Sortie
Le 4 juillet 2019, Disney annonce qu'elle proposera du 18 juillet au 2 septembre 2019 des diffusions spéciales du film au El Capitan Theatre en Dolby Vision avec des activités et des exclusivités.
Le film est sorti en juillet 2019, soit près de vingt-cinq ans après le film d'animation Le Roi lion.

### Critiques

#### Spectateurs
Le film reçoit des retours allant du mitigé au positif, sur l'ensemble des services cinématographiques spécialisés.
En France, il reçoit la moyenne de 5,8/10 sur le réseau social SensCritique, basée sur plus de 11 000 retours du public. Sur la base de données anglophone Internet Movie Database, il obtient la note moyenne de 6,9/10.

#### Presse
Selon Le Figaro, « Ce film en prises de vues réelles revigore les aventures du jeune prétendant au trône ». Pour Télérama en revanche, « le résultat est, certes, un beau safari visuel, mais il manque l’essentiel : la distance et la magie du dessin ».
La critique globale reproche principalement au film la surexposition d'effets numériques, souffrant de beaucoup de comparaisons par rapport au film initial[réf. souhaitée].

### Box-office
Malgré les critiques négatives, le film est un énorme succès commercial.
En Chine, le film sort le vendredi 12 juillet 2019 et récolte 13,4 millions d'USD puis double la mise le lendemain 13 juillet 2019 avec 35 millions d'USD. Le 21 juillet 2019, le film récolte 185 millions d'USD en salles lors de son premier weekend aux États-Unis,. Le 28 juillet 2019, le film récolte 142 millions d'USD en dehors des États-Unis et un milliard globalement.
En France, le film devient le plus grand succès de l'année de 2019 avec 10 017 995 entrées et dépasse largement, à ce titre, La Reine des neiges 2 avec ses 7 401 300 entrées, Avengers: Endgame avec 6 942 474 entrées. Au niveau mondial, le Roi Lion récolte 1 657 870 986 $ de recettes dans le monde dont 543 638 043 $ aux États-Unis et devient ainsi le film d'animation le plus lucratif de tous les temps devant La Reine des neiges. Dans le reste du monde, il récolte 1 114 232 943 $ de recettes. Le film est également classé à la septième place au box office mondial. Derrière Avengers : Endgame (2019), Avatar (2009), Titanic (1997), Star Wars, épisode VII : Le Réveil de la Force (2015), Avengers : Infinity war (2018) et Jurassic world (2015).
| Pays ou région        | Box-office         | Date d'arrêt du box-office | Nombre de semaines |
| --------------------- | ------------------ | -------------------------- | ------------------ |
| États-Unis            | 543 638 043 $      | N/A                        | En cours           |
| France                | 10 017 995 entrées | N/A                        | En cours           |
| Allemagne             | 5 379 078 entrées  | N/A                        | En cours           |
| Italie                | 5 693 434 entrées  | N/A                        | En cours           |
| Espagne               | 6 042 661 entrées  | N/A                        | En cours           |
| Total hors États-Unis | 1 114 232 943 $    | N/A                        | En cours           |
| Total mondial         | 1 657 870 986 $    | N/A                        | En cours           |

## Distinctions

### Nominations
- Golden Globes 2020 :  
  - Meilleur film d'animation
  - Meilleure chanson originale pour Spirit de Beyoncé
- Oscars 2020 : Meilleurs effets visuels
- BAFA 2020 : Meilleurs effets visuels

## Suite-préquelle
Fin septembre 2020, la Walt Disney Company officialise que le film sorti en salles de juillet 2019 connaîtra une suite avec un autre réalisateur aux commandes de cette suite. Il s'agit de Barry Jenkins, réalisateur de Moonlight (2016) et qui a reçu l'Oscar du meilleur film en 2017.
Les détails de l'intrigue et de la date de sortie ne sont pour l'instant pas communiqués par Disney. En revanche, ce nouveau film utilisera la même technique d'animation que pour Le Roi lion de Jon Favreau.
En septembre 2022, le titre de la suite du film est annoncé. Sorti en 2024 et intitulé Mufasa: The Lion King, est une préquelle centrée sur celui-ci, de son enfance à son règne de roi de la Terre des Lions. Le film traite également de la relation entre Scar et Mufasa, et montre comment Scar a obtenu sa cicatrice à l'œil gauche[réf. nécessaire].